# Wychylne nadwozie

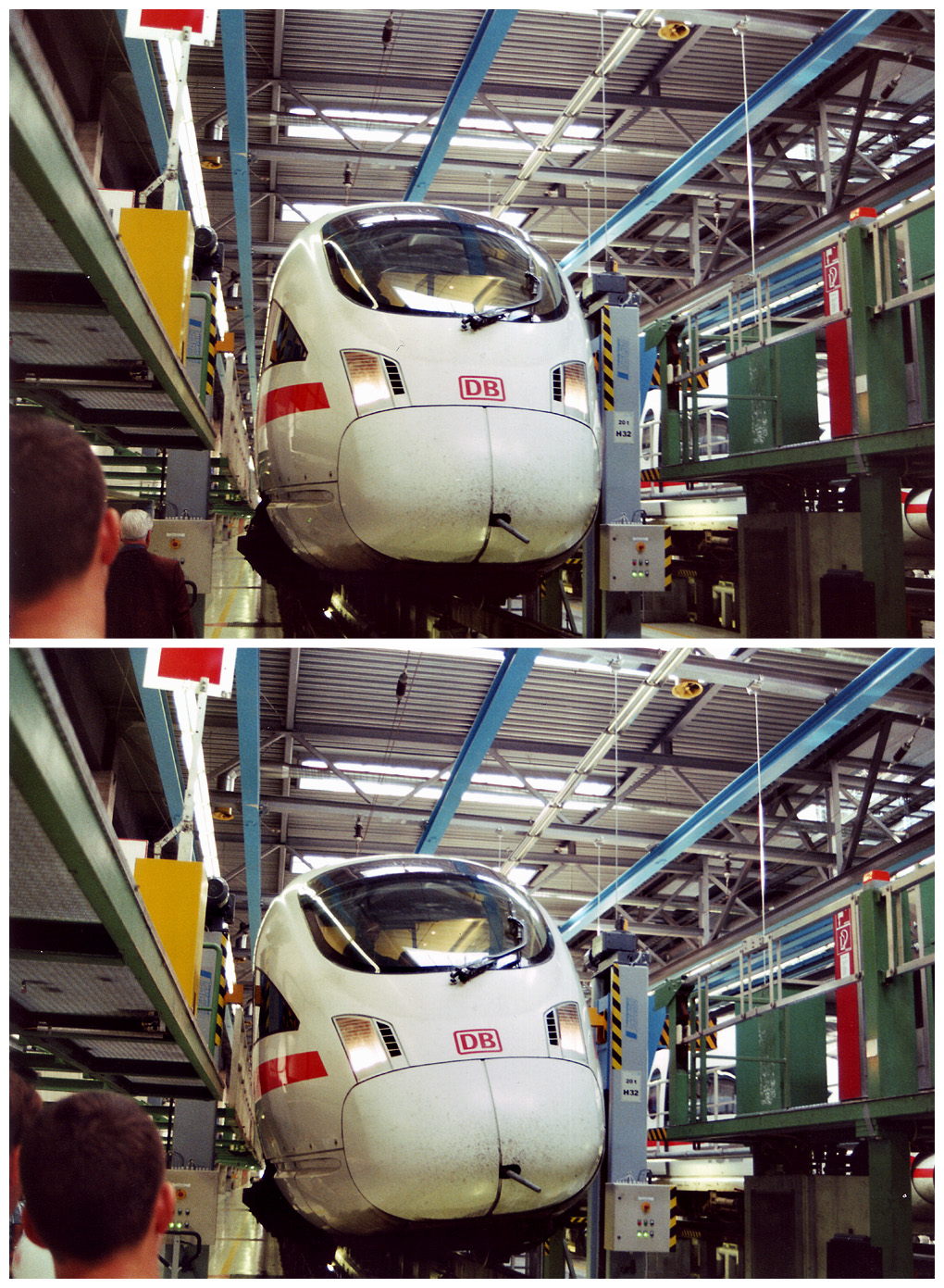
Wychylne nadwozie w ICE T

Wychylne nadwozie (wychylne pudło) – technologia stosowana w pojazdach szynowych pozwalająca na szybsze pokonywanie łuków dzięki kontrolowanemu wychylaniu nadwozia pojazdu w celu redukcji bocznego przyspieszenia działającego na pojazd i pasażerów.

## Rodzaje
Wyróżnia się dwa rodzaje wychylania:
- pasywne – nadwozie wagonu zawieszone jest ponad swoim środkiem ciężkości, a samo wychylenie następuje dzięki działaniu siły odśrodkowej. Zakres wychylenia jest zwykle hydraulicznie tłumiony i ograniczony do 3,5°,
- aktywne – za wychylenie nadwozia odpowiadają systemy elektryczne lub hydrauliczne – tutaj wychylenie może dochodzić do 8°.

## Działanie
Przy pokonywaniu zakrętów, na pasażera wewnątrz wagonu, działa zarówno przyspieszenie ziemskie, jak i pozorne przyspieszenie odśrodkowe, będące skutkiem przyspieszenia dośrodkowego ruchu po łuku. Sumę wektorów tych przyspieszeń pasażer odczuwa jako lokalne pole grawitacyjne. Przechylenie nadwozia wagonu w wewnętrzną stronę łuku pozwala utrzymać prostopadłość lokalnej grawitacji do podłogi. I choć jej wartość nieco wzrośnie, to taki zabieg umożliwia do 30% szybsze pokonywanie łuków bez zmniejszenia komfortu podróży i przekraczania norm dotyczących przyspieszeń i sił działających na pasażerów.
Zastosowanie taboru z wychylnym nadwoziem w celu zwiększenia prędkości jazdy pociągu jest uzasadnione na liniach z dużą liczbą łuków, których przebudowa (złagodzenie) jest technicznie niemożliwa lub nieuzasadniona ekonomicznie. Siły z jakimi pojazd z wychylnym nadwoziem oddziałuje na tor są takie same jak w przypadku tradycyjnego taboru. Oznacza to, że dla zachowania bezpieczeństwa podróży torowisko musi być przystosowane do jazdy z wyższą prędkością. Na prostych odcinkach torów technologia ta nie przynosi żadnych korzyści - ani nie skraca czasu podróży, ani nie zwiększa jej komfortu.

## Zastosowanie
System wychylnego nadwozia zastosowano między innymi w pociągach dużych prędkości:
- Pendolino Trenitalia (Włochy),
- ICE T i ICE TD DB (Niemcy),
- X2000 (Szwecja),
- Talgo pendular (Hiszpania),
- oraz w spalinowych zespołach trakcyjnych do ruchu lokalnego serii 610, 611 i 612 kolei niemieckich.